# Curt Riess
Curt Riess est un écrivain allemand né le 21 juin 1902 à Wurtzbourg et mort le 13 mai 1993 à Scheuren.
Collaborateur du journal Paris-Soir, il se réfugie en France en 1933 pour fuir le régime nazi. En 1937, il réalise une série de reportages aux États-Unis, dans laquelle il décrit les violences subies par les Noirs. 